# سیدواله
سیدواله (به انگلیسی: Syedwala) یک منطقهٔ مسکونی در کشور پاکستان است که در پنجاب این کشور واقع شده ‌است. سیدواله ۱۷۷ متر بالاتر از سطح دریا واقع شده‌است.